# EinTracht
EinTracht war eine liechtensteinische Zeitschrift, die sich der Heimat- und Brauchtumspflege widmete und von der Liechtensteinischen Trachtenvereinigung drei Mal im Jahr herausgegeben wurde. Die erste „EinTracht“ erschien im Advent 1992. Die Heftreihe wurde 20 Jahre später – Ende 2012 – eingestellt. Die Auflage betrug 3000 bis 5000 Exemplare.

## Gründung und Geschichte der Zeitschrift: 1992–2012

### Gründung
Der vollständige Titel lautet „EinTracht – Heimat- und Brauchtumspflege – Mitteilungsblatt der Liechtensteinischen Trachtenvereinigung“. Die Zeitschrift wurde von der Liechtensteinischen Trachtenvereinigung herausgegeben, die am 15. Dezember 1965 auf Initiative von Adulf Peter Goop gegründet wurde. Adulf Peter Goop widmete sich intensiv der Brauchtumsforschung und deren Pflege. Im Jahr 1992 rief er ein weiteres Projekt ins Leben: die Zeitschrift „EinTracht“, die im Advent 1992 erstmals erschien.
Als Obmann der Liechtensteinischen Trachtenvereinigung verfasste Adulf Peter Goop jeweils das Editorial, auch nach seinem Rücktritt im Jahr 1998. In der ersten Ausgabe schrieb er über die Bedeutung des Titels: „Eintracht ist aber nicht nur ein Name, nicht nur ein Begriff: Eintracht ist für die Liechtensteinischen Trachtenvereinigung ein Ziel … Der Titel unseres Mitteilungsblatts soll uns immer wieder daran erinnern, dass Eintracht ein Haus baut und Zwietracht es niederreisst …“ Im Titel der Zeitschrift verbinden sich die beiden Begriffe „Eintracht“ und „eine Tracht“, welche für die Ziele und Werte der Liechtensteinischen Trachtenvereinigung von Bedeutung sind:

„Die EinTracht ist eine Kulturzeitung und soll und will es auch bleiben. Ein wichtiger Teil der Kultur ist aber die Harmonie, die Eintracht im menschlichen Zusammenleben und auch im Staat. Und diese für unsere Heimat zu erhalten, ist der Sinn meines Beitrags.“

### Geschichte
Die erste „EinTracht“ wurde im Advent 1992 von der Liechtensteinischen Trachtenvereinigung herausgegeben. Seitdem erschien die Zeitschrift drei Mal jährlich immer zu Ostern, zum Staatsfeiertag Liechtensteins (15. August) und im Advent.

„Dreimal erscheint dieses Mitteilungsblatt im Jahr, und zwar zu ganz bestimmten Terminen: das erste Mal im Advent als eine heitere Festgabe, das zweite Mal zum Osterfest und das dritte Mal zum Staatsfeiertag, kurz gesagt also zu Zeiten, wo alle aus den Ferien zurück sind und – wie wir hoffen – Lust und Zeit zum Lesen haben.“

Mit der Zeit steigerte sich die Auflage von 3000 auf 5000 Exemplare. Finanziert wurde die „EinTracht“ durch Abonnentenbeiträge, die öffentliche Hand sowie private Spenden. So bedankt sich die Zeitschrift zum Beispiel in der dritten Ausgabe mit: „Die Herausgabe der EinTracht hat verdankenswert mitfinanziert: Bindung Stiftung Schaan.“ Zwei Jahre später geht der Dank an den Fürstlichen Kommerzienrat Herbert Batliner.
Die Zeitschrift besitzt eine klare Struktur, und der Druck ist von guter Qualität. Für die Gestaltung des Hefts blieb Adulf Peter Goop bis zu seinem Tod – im März 2011 – verantwortlich. Wegen den gut recherchierten Berichten über Brauchtum, Kulturdenkmäler, Sagen und historischen Ereignissen entwickelte sich die „EinTracht“ schnell zu einem Kulturheft mit Bedeutung. Nachdem Adulf Peter Goop im Jahr 2000 als Präsident der Liechtensteinischen Trachtenvereinigung zurückgetreten war, erschien das Heft ab der 25. Ausgabe unter dem Motto „Zeitschrift für Heimat und Brauchtum“.
Adulf Peter Goop, der bis zu seinem Tod führende Kraft der Zeitschrift blieb, verfasste seinen letzten Leitartikel für die Adventsausgabe des Jahrs 2010. In der Folgeausgabe erschien seine Todesanzeige als Titelbild.
Nach 20 Jahren beendeten die Redaktionsmitglieder ihre Arbeit. Die letzte Ausgabe erschien zum Staatsfeiertag 2012. Insgesamt enthält das Sammelwerk 60 Hefte, die in ihren 2200 Seiten über das Brauchtum, die Heimat und die Kultur Liechtensteins berichten. Als erste Schriftenreihe wurde die „EinTracht“ von der Liechtensteinischen Landesbibliothek digitalisiert und in dieser Form der Öffentlichkeit zugänglich gemacht.

## Zum Inhalt der Zeitschrift

### Werte und Ziele
Die Werte der Liechtensteinischen Trachtenvereinigung stehen im Zentrum und drehen sich um Tradition und deren Bewahrung. Aus diesem Grund ist das Tragen und die Pflege von Liechtensteiner Trachten ein wichtiges Ziel des Vereins. Die Tracht ist zeitlos, beständig und sie ist eng mit einer kollektiven Gruppe verbunden, weist auf eine Region oder ein Dorf hin – auf die Heimat. Um das Wahren der Heimat, in ihrem kulturellen Aspekt, drehen sich die Anliegen der Zeitschrift "EinTracht".

„In einer Gesellschaft, in welcher das Gemeinsame und Verbindende immer mehr abhanden kommt … muss das wenige, das verbindet, … gestärkt werden.“

Der Präsident des Vereins spricht dabei auf die Globalisierung und den Wirtschaftswachstum an, eine Bewegung des Zeitgeistes, welche Grenzen auflöst und bei der Unternehmungen fusionieren. Ihm und der Liechtensteinischen Trachtenvereinigung geht es um eine Gegenbewegung, die ein persönliches anstatt ein internationales Zusammenwirken zum Inhalt hat, weil die Gesellschaft sonst nur noch durch Leistung, technischen Fortschritt, Höchstmass an Produktion und Konsum zusammengehalten würde.

„Eine Gesellschaft, in welcher jeder – dem Zeitgeist nachgebend – nur an sich selbst denkt, das Allgemeinwohl dem Staat überlässt, … wird mit der Zeit unweigerlich zerfallen.“

Um dem entgegenzusteuern, widmete sich der Initiator der Zeitschrift „EinTracht“ der Brauchtumsforschung und deren Pflege. Er möchte dem Werk der Gemeinschaft, zu dem das Brauchtum gehört, mehr Beachtung schenken. Laut ihm gehören die Traditionen zum Wurzelwerk, das die Menschen miteinander verbindet, zu einer Gemeinschaft werden lässt und ihnen das Gefühl von Heimat schenkt. Und so bietet auch die Liechtensteinische Trachtenvereinigung ihren Mitgliedern etwas Heimat an. Demnach ist die Tracht als Teil der kulturellen Heimat zu verstehen.

### Inhalte
Inhalte der Zeitschrift setzen sich aus Berichten zu Brauchtümern, Denkmälern, Legenden, Sagen und historischen Ereignissen zusammen. Zu diesen gehören auch Artikel zu Denkmälern wie zum Beispiel eine Kapitelle mitten auf einem Feld, die von heimischen Handwerkern und Bauern errichtet wurde, für die es zwar keine schriftlichen Quellen gibt, die aber sagenumwoben sind. Nebst historischen und politischen Ereignissen finden sich in der Zeitschrift auch Artikel wie zum Beispiel über das Fahrrad, wie dieses im 19. Jahrhundert nach Liechtenstein gelangte und wer damals davon Gebraucht gemacht hatte. Für jede einzelne Ausgabe hatte die Redaktion einen Gastautor eingeladen, einen Artikel zum Thema Eintracht zu verfassen. Auf diese Weise spiegelt sich der Begriff über all die 60 Ausgaben hinweg auf vielfache Weise: über Legenden, Biografien von Personen, aus der eigenen Lebenssituation heraus. Des Weiteren informierte die Liechtensteinische Trachtenvereinigung über aktuelle Veranstaltungen und Angebote. Ergänzt wurde die Zeitschrift mit traditionellen liechtensteinischen Rezepten, die aus heimischen und saisonalen Produkten bestehen, wie auch Gedichten und Liedern in Mundart.

### Brauchtum
In den 60 Herausgaben der Zeitschrift „EinTracht“ erfahren Leser und Leserinnen woher die Bräuche kommen, die in Liechtenstein kultiviert werden. Einerseits existieren Bräuche wie der Hochzeitsbrauch „Kranzna“, den es seit jeher im Land zu geben scheint. Andererseits kamen neue Bräuche im 19. Jahrhundert durch Ausländer ins Land. So hatte zum Beispiel eine österreichische Kindergärtnerin den Brauch „Martini-Lichter-Umzüge“ aus ihrer Heimat mitgebracht und 1960 in Schaan eingeführt. Der Adventskranz, der ursprünglich aus Norddeutschland kommt, fand den Weg über einen Schweizer nach Liechtenstein: Ein Schweizer Kunde hatte 1932 einem Liechtensteiner Gärtner den Auftrag erteilt, einen Adventskranz zu flechten. Andere Bräuche brachte die Kirche, so etwa die Lichtprozession nach Bendern, die über den Pfarrer Albert Schalter initiiert wurde. Bräuche, die mit dem Tod zusammenhängen, wie zum Beispiel das Sterbebild, das es in Liechtenstein seit dem 18. Jahrhundert gibt, kamen über das Christentum. Nebst Volk und Kirche gelangen auch über das Fürstenhaus Bräuche ins Land, wie zum Beispiel das Fürstlich liechtensteinische Verdienstzeichen, das an In- und Ausländer verliehen wird, die sich um das Fürstentum Liechtenstein namhaft verdient gemacht haben.